# لوله گردابی

جداسازی گاز فشرده به بخار گرم و سرد

لوله گردابی (به انگلیسی: Vortex tube) که به نام سردکننده گردابی (به انگلیسی: vortex cooler) هم شناخته می‌شود، یک قطعه مکانیکی است که هوای فشرده را به جریان هوای سرد و جریان هوای گرم تقسیم می‌کند. دمای هوای گرم خروجی می‌تواند تا دمای ۲۰۰ درجه سانتی گراد هم افزایش یابد و دمای هوای خروجی از قسمت سرد می‌تواند تا دمای منفی 50 درجه سانتی گراد هم کاهش یابد.
این وسیله هیچ قطعه حرکتی ندارد و در نتیجه بدون استهلاک و خرابی است.
هر قدر فشار هوای ورودی بیشتر شود عملکرد دستگاه نیز بهتر می‌شود و می‌تواند اختلاف دمای بیشتری بین دو قسمت سرد و گرم ایجاد کند.